# The Haunting Hour: Don't Think About It
The Haunting Hour: Don't Think About It er en amerikansk børne- horror – fantasy film fra 2007, baseret på børnebogen af samme navn af R.L. Stine. Filmen blev udgivet på DVD fra Universal Studios Home Entertainment den 4. september 2007, og var den første familie direkte-til-video-film til at blive udgivet på dvd i separate widescreen og pan og scan formater. Den 7. september , 2007 blev den sendt som tv-film på Cartoon Network.
Filmen har Engelsk, dansk, svensk, norsk, finsk undertekster

## Handling
Filmen er om den 15-årig goth-pige Cassie, har et problem med at falde til i den nye skole. Hun morer sig med at drille de "populære" børn og sin lille bror Max. Halloween nærmer sig og Cassie går på jagt efter skræmmende remedier. hun opdager en mystisk butik, hvor hun finder en bog med titlen "The Evil Thing". Max bliver ved med at plage hende om at læse bogen højt for ham, og hun ender med at lade sig overtale på tros af bogens advarsel om at ikke at gøre det. Da de er nået til den sidste side, hvor der står en advarsel om at ikke at tænke på "den onde ting", kom der for alvor gang i det uhyggelige eventyr.

## Medvirkende
- Emily Osment som Cassie Keller
- Cody Linley som Sean Redford
- Brittany Curran som Priscilla Wright
- Alex Winzenread som Max Keller
- Tobin Bell som den fremmede
- John Hawkinson som Mr. Keller
- Michelle Duffy som Mrs. Keller
- Nigel Ash som Ralph
- Katelyn Pippy som Erin
- Michael Dickson II som Pizza fyr

## Eksterne Henvisninger
- The Haunting Hour: Don't Think About It på Internet Movie Database (engelsk)
- The Haunting Hour: Don't Think About It på Filmdatabasen
- The Haunting Hour: Don't Think About It på MovieMeter (nederlandsk)
- The Haunting Hour: Don't Think About It på The Movie Database (engelsk)
- The Haunting Hour: Don't Think About It på Filmaffinity (engelsk)
- The Haunting Hour: Don't Think About It på Netflix (engelsk)
- Plakat Arkiveret 13. september 2014 hos  Wayback Machine

| Portal | Portal:Film |